# Angyali üdvözlet
Angyali üdvözlet är ett musikalbum som släpptes år 2004 av den ungerska musikgruppen Bikini.

## Låtlista
1. Utcabál
2. Félnóta
3. Hív a messzeség
4. Vadkeleti történet
5. Angyali üdvözlet
6. Egy láda sör az asztalomon
7. Annyi mindent elhittem
8. Zöldben a zöld, kékben a kék
9. Veled akarok
10. Kilencszáz 64